# 南華大學 (臺灣)
南華大學，是位於臺灣嘉義縣大林鎮的私立大學。該校的創辦人為佛光山開山祖師釋星雲，是佛光山創辦的一所綜合大學，屬於佛光山教團系統。

## 沿革

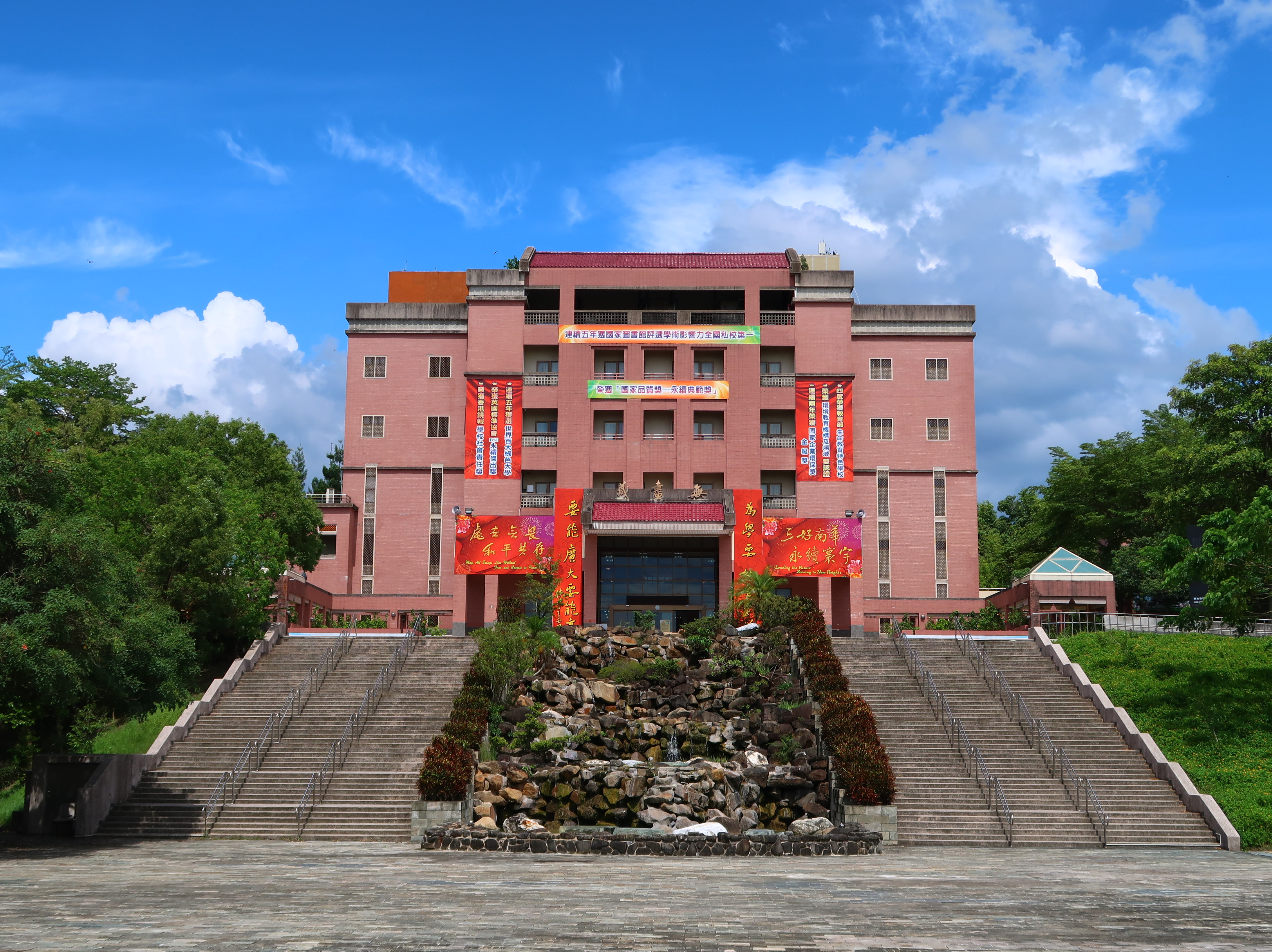
無盡藏圖書館

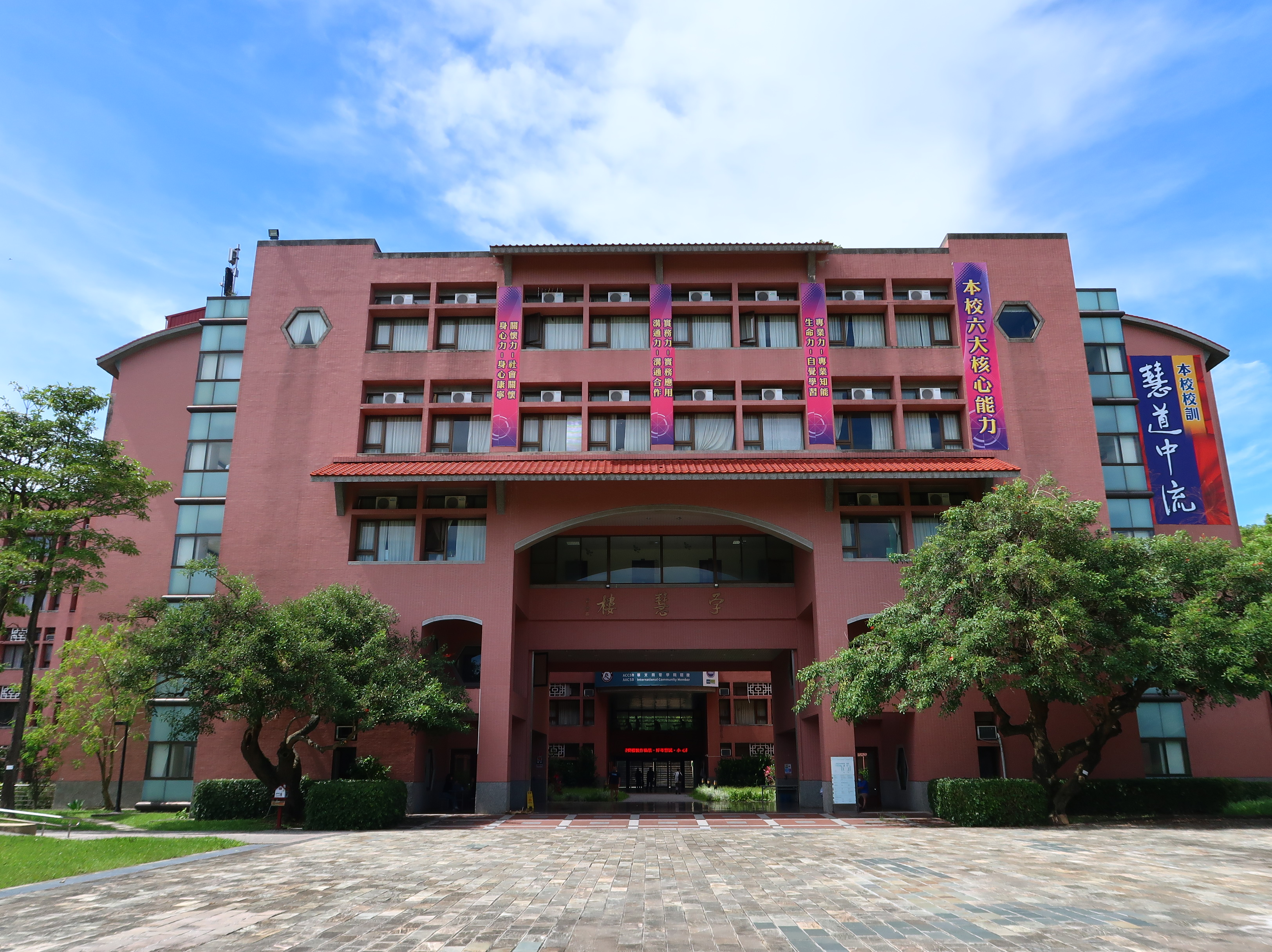
學慧樓

前身為1996年創立的「南華管理學院」，1999年8月1日獲教育部核准改為現名。

### 南華管理學院時期
1989年11月，以私立南華工學院之名向教育部申請籌設。同年12月獲准。
1991年10月，向教育部申請改設私立南華管理學院。同年12月獲准。
1992年2月，完成「財團法人私立南華管理學院」法人登記。
1996年3月，經教育部核准立案，南華管理學院正式成立，設有哲學研究所、資訊管理學系、傳播管理學系。
1997年，增設文學研究所、生死學研究所、出版學研究所、歐洲研究所、亞太研究所、教育社會學研究所。

### 南華大學時期
1998年，改名南華大學，成立人文學院、管理學院與科技學院。增設資訊管理研究所、美學與藝術管理研究所、國際關係學系、應用社會學系。
1999年，增設非營利事業管理所、社會學研究所、公共行政與政策研究所、環境管理研究所、傳播管理研究所、環境與藝術研究所。成立社會學院。同年年底社會學院改名社會科學學院。
2000年，增設財務管理研究所、旅遊事業管理研究所、經濟學研究所、應用藝術與設計學系、管理研究所碩士專班、企業管理學系進修學士班。
2001年，增設宗教學研究所（並分設佛學組與比較宗教組）、生死管理學系、文學系、國小教育學程、民族音樂學系、電子商務管理學系、企業管理系日間部學士班、非營利事業研究所碩士專班，
2002年，增設應用經濟學系、會計資訊系、旅遊管理研究所、環境與景觀藝術學系、視覺藝術學系、幼兒教育學系進修學士班、電子商務學系進修學士班、自然醫學研究所、財務管理研究所在職專班、管理科學研究所博士班。生死學研究所與生死管理學系系所合一為生死學系暨碩士班。
2003年8月，增設會計資訊學系、旅遊事業經營學系。原社會科學學院應用經濟學系、經濟學研究所改隸管理學院。應用經濟學系改名管理經濟學系。管理研究所改名管理科學研究所。國際關係學系改名國際暨大陸事務學系。原管理學院傳播管理學系改隸社會科學院。出版學研究所改名出版事業管理研究所。
2004年，增設立財務金融學系、資訊工程系、外國語文學系、生死管理學系進修學士班。
2005年，增設幼兒教育學系、應用藝術與設計學系碩士班。成立藝術學院。環境與景觀藝術學系改名建築與景觀學系。
2006年，增設自然生物科技系。資訊管理學系、電子商務管理學系、資訊工程學系脫離管理學院，新組科技學院。建築與景觀學系、環境與藝術研究所系所合一為建築與景觀學系暨環境藝術碩士班。
2007年，增設非營利事業管理學系及幼兒教育學系碩士班。經濟學研究所與管理經濟學系所合一為管理經濟學系暨經濟學碩士班。企業管理學系與管理科學研究所系所合一為企業管理系學士班暨管理科學碩士班、管理科學博士班。亞太研究所併入國際暨大陸事務學系為亞太研究碩士班。非營利事業管理研究所併入非營利事業管理學系為碩士班。財務管理研究所併入財務金融學系為財務管理碩士班。
2008年，視覺藝術學系改名美學與視覺藝術學系。傳播管理學系暨研究所改名傳播學系暨研究所。
2009年，美學與藝術管理研究所併入美學與視覺藝術學系為碩士班。旅遊事業經營學系與旅遊事業管理研究所整併為旅遊事業管理學系暨碩士班。

### 2010年以後
2010年，應用藝術與設計學系改名創意產品設計學系；美學與視覺藝術學系改名視覺與媒體藝術學系。環境管理研究所改名休閒環境管理研究所。
2011年，哲學系改名哲學與生命教育學系。公共行政與政策研究所併入國際暨大陸事務學系為公共政策研究碩士班。
2012年，增設文化創意事業管理學系、就業實務養成學士班。出版與文化事業管理研究所併入文化創意事業管理學系為碩士班。管理經濟學系暨經濟學碩士班改名休閒產業經濟學系暨碩士班。教育社會學研究所、社會學研究所及應用社會學系整併為應用社會學系暨教育社會學碩士班、社會學碩士班。停招會計資訊學系。
2013年，南華大學到泰國與加州法身大學簽署結盟。停招哲學與生命教育學系。
2014年，休閒產業經濟學系併入文化創意事業管理學系為休閒產業組；文化創意事業管理學系增設文創行銷組。國際暨大陸事務學系改名國際事務與企業學系。應用社會學系學生自103學年度開始，大二將分組為社會學組、社會工作組；建築與景觀學系學生大三分組為建築組、景觀組。非營利事業管理學系併入企業管理學系。自然醫學研究所併入自然生物科技學系為自然療癒碩士班。
2015年，增設國際企業學士學位學程。
2017年，藝術學院改名藝術與設計學院。視覺與媒體藝術學系改名視覺藝術與設計學系。增設科技學院永續綠色科技碩士學位學程、運動與健康促進學士學位學程。文化創意事業管理學系取消休閒產業組、文創行銷組之分組。停招文化創意事業管理學系休閒產業碩士班、旅遊管理學系休閒環境管理碩士班。哲學與生命教育學系碩士班改隸生死學系為生死學系哲學與生命教育碩士班。建築與景觀學系環境藝術碩士班改名建築與景觀學系暨碩士班。
2018年，創意產品設計學系改名產品與室內設計學系。
2019年，應用社會學系社會學碩士班停招。增設應用社會學系社會工作與社會設計碩士班。
2020年，增設生死學系博士班。
2023年，該校創辦人星雲法師圓寂。建築與景觀學系改名建築學系，並取消建築組、景觀組之分組。文學系碩士在職專班停招。應用社會學系歐洲研究所停招。

## 歷任校長
| 任別 | 姓名   | 任期                        |
| ---- | ------ | --------------------------- |
| 1-4  | 龔鵬程 | 1996年3月11日－1999年8月1日 |
| 5    | 陳淼勝 | 1999年8月2日－2012年7月31日 |
| 代理 | 釋慧開 | 2012年8月1日－2013年1月20日 |
| 6-10 | 林聰明 | 2013年1月21日-2024年5月6日  |
| 11   | 高俊雄 | 2024年5月7日-至今           |

## 組織

### 行政單位
| 行政單位 | 教務處 （页面存档备份，存于） 註冊組 課務組 試務組 專業倫理與品保組 教學發展中心                      | 學生事務處 （页面存档备份，存于） 生活輔導組 課外活動組 服務學習組 校園安全組 身心靈健康中心 校友服務中心 原住民族學生資源中心 |
| 行政單位 | 總務處 （页面存档备份，存于） 事務組 營繕組 環安組                                                    | 就學服務處 （页面存档备份，存于） 校際交流組 招生試務組 考生事務組 大學招生專業化發展推動小組                                  |
| 行政單位 | 國際及兩岸交流處 （页面存档备份，存于） 華語中心 國際專案組 國際交流推廣組 境外招生與服務中心         | 校務及研究發展處 （页面存档备份，存于） 校務發展組 學術推展組 評鑑服務組                                                       |
| 行政單位 | 人事室 （页面存档备份，存于） 服務組 行政組                                                           | 會計室 （页面存档备份，存于） 會計組 預算組                                                                                    |
| 行政單位 | 秘書室 （页面存档备份，存于） 祕書組 公共關係組 文書組                                                | 圖書資訊處 （页面存档备份，存于） 推廣典藏組 採訪編目組 網路系統組 系統發展組 科技整合組                                       |
| 行政單位 | 產學合作及職涯發展處 （页面存档备份，存于） 職涯及校友服務中心 實習及就業輔導組 產學合作組 創新育成組 | 終身學習學院 （页面存档备份，存于） 學術推廣部 課程開發部 行政企劃部 職業培訓部                                                |
| 行政單位 | 體育運動發展處 （页面存档备份，存于） 教學與競賽活動組 場館營運與開發組                               | |

### 教學單位
| 管理學院 | 企業管理學系 管理科學碩士班 管理科學碩士在職專班 非營利事業管理碩士在職專班 管理科學博士班 | 財務金融學系暨財務管理碩士班、碩士在職專班 |
| 管理學院 | 國際企業學士學位學程                                                                       | 旅遊管理學系暨旅遊管理碩士班               |
| 管理學院 | 文化創意事業管理學系暨碩士班、碩士在職專班                                                 |                                            |

| 人文學院 | 文學系暨碩士班 | 外國語文學系               |
| 人文學院 | 生死學系 大學部殯葬服務組、社會工作組、諮商組 進修學士班殯葬服務組 碩士班生死學組、生死諮商與教育組 哲學與生命教育碩士班、碩士在職專班 生死學碩士在職專班生死學組、生死教育與諮商組 生死學博士班 | 幼兒教育學系暨碩士班       |
| 人文學院 | 宗教學研究所碩士班、碩士在職專班 | 運動與健康促進學士學位學程 |
| 人文學院 | 語文教學中心 | 正念靜坐教學中心           |

| 社會科學院 | 國際事務與企業學系 亞太研究碩士班 公共政策研究碩士班 | 應用社會學系 大學部社會學組、社會工作組 社會工作與社會設計碩士班 教育社會學碩士班 |
| 社會科學院 | 傳播學系暨碩士班                                     |                                                                                   |

| 科技學院 | 科技學院永續綠色科技碩士學位學程 環境永續組 資訊科技組 | 永續綠色科技碩士在職學位學程 |
| 科技學院 | 資訊管理學系暨碩士班、碩士在職專班                     | 資訊工程學系                 |
| 科技學院 | 自然生物科技學系暨自然療癒碩士班、自然療癒碩士在職專班 | 科技學院資訊科技進修學士班   |
| 科技學院 | 自然醫學研究中心                                       |                              |

| 藝術與設計學院 | 視覺藝術與設計學系暨碩士班 | 民族音樂學系暨碩士班 |
| 藝術與設計學院 | 產品與室內設計學系暨碩士班 | 建築學系暨碩士班     |
| 藝術與設計學院 | 藝文中心                   |                      |

| 通識教育中心 |
| ------------ |

### 研究單位
| 一級研究單位 | 研究總中心   | 人間佛教研究中心 |
| 一級研究單位 | 生命教育中心 | 永續中心         |

| 人文學院 | 敦煌學研究中心         | 台灣文學研究中心 |
| 人文學院 | 華人生死輔導與諮商中心 | 生命禮儀研究中心 |
| 人文學院 | 唯識學研究中心         |                  |

## 交流院校
- 南華大學從學校成立至今，與世界大學締結姐妹校超過150所學校。亞洲有134所，美洲有8所，歐洲有8所，大洋洲有兩所。

| - 中国 - 南京大學 - 鄭州大學 - 西北大學 - 雲南大學 - 中國音樂學院 - 北京印刷學院 - 北京城市學院 - 九江學院 - 江西服裝學院 - 揚州大學 - 三江學院 - 平頂山學院 - 河南大學 - 貴州師範大學 - 太原師範學院 - 天津音樂學院 - 安徽外國語學院 - 武漢生物工程學院 - 寧波大紅鷹學院 - 杭州師範大學 - 雲南工商學院 - 西南民族大學 - 西南財經大學天府學院 - 上海師範大學天華學院 - 上海外國語大學賢達經濟人文學院 - 上海建橋學院 - 長沙學院 - 河北大學 - 吉林動畫學院 - 吉林建築工程學院 - 吉林華桥外國語學院 - 長春大學 - 長春中醫藥大學 - 長春師範大學 - 長春光華學院 - 北華大學 - 通化師範學院 - 吉林建筑大学 - 齊齊哈爾工程學院 - 黑龍江東方學院 | - 日本 - 千葉大學工學研究所 - 近畿大學 - 龍谷大學 - - 淑明女子大學 - 仁川大學 - 威德大學 - 金剛大學 - 東國大學慶州校區 - 马来西亚 - 拉曼大学 - 新纪元大学学院 - 南方大学学院 - 韩江传媒大学学院 - 大同韓新傳播學院 - 泰國 - 摩訶朱拉隆功大學 - 摩訶馬古德大學 - 法勝大學（Dhammachai Institute） - 菲律賓 - 東方大學 - 光明大學（Fo Guang College） - 聖卡洛斯大學 - 蒙古国 - 全球領導大學（Global leadership University） - 騰格爾大學（Otgontenger University） - 蒙古國立大學 - 越南 - 胡志明市國家大學科學人文學院 - 河內經營工藝大學（Hanoi University of Business and Technology） | - 美国 - 西來大學 - 瑪赫西大學 - 休士頓大學教育學院，藝術教育課程 - 西肯塔基大學教育及行為科學學院 - 大都會州立大學管理學院 - 巴西 - 聖保羅大學 - 智利 - 聖多湯瑪斯大學 - 英国 - 考文垂大學 - 義大利 - 美食科學大學 - 西班牙 - 巴利亞利群島大學 - 波蘭 - 華沙大學管理學院 - - 南天大學（Nan tien institute） - 臥龍崗大學 |

## 學生團體
南華大學的學生團體，包含學生自治組織（如學生會），以及一般社團。學生會為校內一級自治組織，為校內學生自治組織最高代表，其餘例如社聯會、畢聯會、生協會及系學會等，非由全校學生選舉產生，不屬於全校性學生自治組織。

### 南華大學學生會
依大學法第三十三條設置，成立於2004年，為南華大學全校最高學生自治組織，以南華大學全校學生為當然會員。 自2019年4月1日起成為臺灣學生聯合會會員校之一。
過往學生會採兩權分立，會長由全校學生直選產生，下設「行政中心」，並由代表立法的「學生議會」進行監督，近年來由於會長直選投票率及參與率低，導致學生會多次無法選出下屆會長，因此自2015年起參考內閣制及理監事架構進行組織精簡及選制改革，成為繼中國文化大學學生會之後，臺灣第二所改採類理監事制的大專校院學生會。
現行組織架構由學代會（最高權力機構、立法權、仲裁權）、理事會（行政權）及監察會（監察權）所組成，其中各選區學代由全校學生直接選舉產生，再由學代會中間接選出學生會理事長（即學生會會長）及監察委員，分別組成理事會及監察會相互制衡。
每屆學生會法定任期為一年，與學代相同，自2013年起施行年度制（每年1月1日至12月31日），後在2022年通過組織章程修訂改回學年制（每年7月1日至隔年6月30日），自第21屆開始實施，在此之前第20屆為過渡任期。

### 學生社團
南華大學的學生社團相當多元，目前分為學術性、體育性、康樂性、音樂性、服務性、聯誼性、綜合性  等七大類社團。
| | |  |
| - 學術性社團 - 福智青年社 - 中智佛學社 - 桌上遊戲決鬥社 - 茶米學堂 - 催眠社 - 身心靈健康聊遇社 - 體育性社團 - 鶴法研習社 - 乒乓球社 - 棒球社 - 道家太極拳劍社 - 羽球社 - 拳擊社 | - 康樂性社團 - 飛舞集國標社 - 火舞藝術表演社 - 熱舞社 - 音樂性社團 - 吉他社 - 管樂社 - 音樂研究社 - 服務性社團 - 崇德青年社 - 狗狗GOGO志工隊 - 應用社會系志願服務隊 - 外文系志願服務隊 - 三好學社 - 心輔服務隊 - 路透社 - 聯誼性社團 - 原住民文化青年社 - Rainbow 異同結伴社 |  |

## 外部連結
- 南華大學（页面存档备份，存于）（繁體中文）（英文）
- 南華大學招生中心（页面存档备份，存于）（繁體中文）
- 南華大學學生會 Facebook（页面存档备份，存于）